# Flora (villa Nieuw-Buinen)
De villa Flora is een monumentaal pand aan het Zuiderdiep 140 in de Drentse plaats Nieuw-Buinen.

## Beschrijving
De toenmalige directeur Johan Hendrik Thöne van een van de Nieuw-Buiner Glasfabrieken kocht een kavel grond waarop een steenfabriek stond of had gestaan. Hij liet op deze bouwkavel aan het Zuiderdiep in Nieuw-Buinen in de jaren 1876 tot 1879 een, voor die streek, zeer luxueus landhuis bouwen in een eclectisch stijl. Hij noemde de villa Flora naar de Romeinse godin van de bloemen en van de lente. Een zinken beeld van haar werd geplaatst in een nis in de top van de gevel.

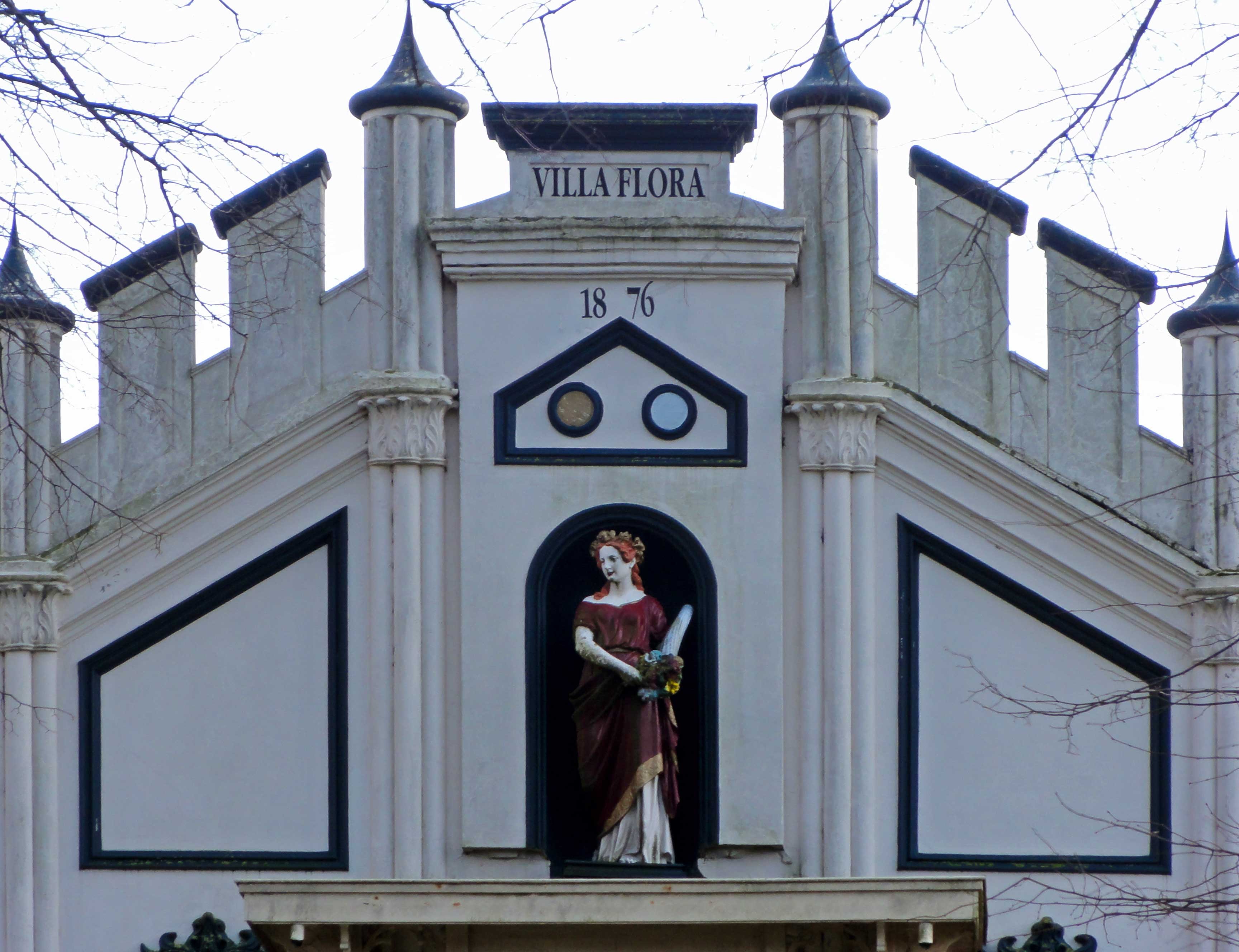
detail van de geveltop met het beeld van de godin Flora

De symmetrisch vormgegeven voorgevel heeft in het midden van de benedenverdieping een toegangsduur met een hardstenen stoep en aan weerszijden ervan twee zinken leeuwen. Aan beide zijden van de entree bevinden zich twee ramen met ronde bovenlichten. Dit patroon van vier ramen herhaalt zich op de eerste verdieping. Hier bevindt zich in het midden een balkon met een opengewerkte balustrade en dubbele openslaande deuren. Boven de overkapping van het balkon is de nis met het beeld van Flora. Dit gedeelte van de gevel heeft een driehoekige vorm. Achter het woonhuis bevindt zich het bedrijfsgedeelte, dat oorspronkelijk dienstdeed als boerderij.
De villa Flora is erkend als rijksmonument vanwege de cultuur- en architectuurhistorische betekenis en de stedebouwkundige waarde. Het pand is nauw verbonden met de geschiedenis van de glasindustrie in Nieuw-Buinen en het is een opvallend pand vanwege de beeldbepalende ligging. Ook de kwaliteit van het ontwerp en de zeldzaamheid van onder meer het beeld van de godin Flora speelden mee bij de aanwijzing tot rijksmonument.
In villa Flora is sinds 2007 een opvanghuis voor volwassenen en kinderen met psychiatrische of psychosociale problemen van de organisatie ADhDnoord gevestigd.